# Matija Ljubša
Matija Ljubša, zgodovinar, * 24. februar 1862, Vanetina, † 11. november 1934, Celje.

## Življenje
Ljudsko šolo je obiskoval pri Negovi, in nato mariborsko gimnazijo, kot dijak si je intenzivno dopisoval z vrstniki iz slovanskih dežel, zato je bil izključen iz šole ter zadnji letnik gimnazije opravil leta 1884 v Celju. Teologijo je študiral v Gradcu in bil leta 1887 posvećen. Po dveh kaplanskih službah je bil imenovan za kurata v graški moški kaznilnici. Že v času pred prvo svetovno vojno je bil upokojen, vendar je ostal v Gradcu vse do leta 1918, ko se je preselil v Maribor in dobil službo v uredništvih katoliškega časopisja, ki ga je izdajala Cirilova tiskarna. Leta 1926 je odšel kot duhovni pomočnik v mestno župnijo Celje.

## Delo
V Gradcu je sodeloval v slovenskih društvih in bil soustanovitelj katoliškega akademskega društva Zarja. Za istoimensko društvo v Mariboru je napisal publikacijo Nekaj zgodovine Katoliškega društva rokodelskih pomočnikov v Mariboru (1925). Posebne zasluge si je Ljubša pridobil z raziskovanjem zgodovinskih virov in objavljanjem zgodovinskih prispevkov. Leta 1898 je izšla Zgodovina Čehov na Štejerskem, leta 1911 pa kratka zgodovina Pokristjanjevanje na območju sekovske škofije. Po preselitvi v Celje se je ves zapisal zgodovini tega mesta in njegovih župnij ter o svojih izsledkih tudi objavil nekaj zgodovinskih študij, kot npr. leta 1929 Postanek srednjeveškega Celja.  